# لیلیت ماکونتس
لیلیت کامویی ماکونتس (Լիլիթ Կամոյի Մակունց؛ زادهٔ ۷ نوامبر ۱۹۸۳) یک استاد دانشگاه و سیاست‌مدار اهل ارمنستان که از ماه مه ۲۰۱۸ تا ۱۰ ژانویه ۲۰۱۹ در کابینه نیکول پاشینیان به عنوان وزیر فرهنگ خدمت می‌کرد. در دوره هفتم مجلس ملی جمهوری ارمنستان عضویت دارد.

## زندگی‌نامه
وی در ۷ نوامبر ۱۹۸۳ ‏در ایروان به دنیا آمد و از دانشگاه دولتی ایروان فارغ‌التحصیل گشت.

## نگارخانه

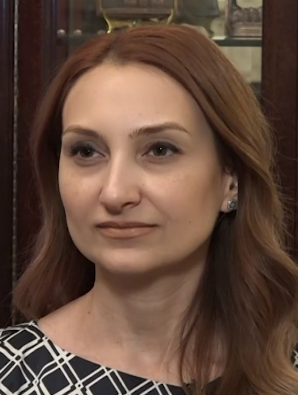